# Deione thoracica
Deione thoracica är en spindelart som beskrevs av Tamerlan Thorell 1898. Deione thoracica ingår i släktet Deione och familjen hjulspindlar.
Artens utbredningsområde är Myanmar. Inga underarter finns listade i Catalogue of Life.